# Sgraffito

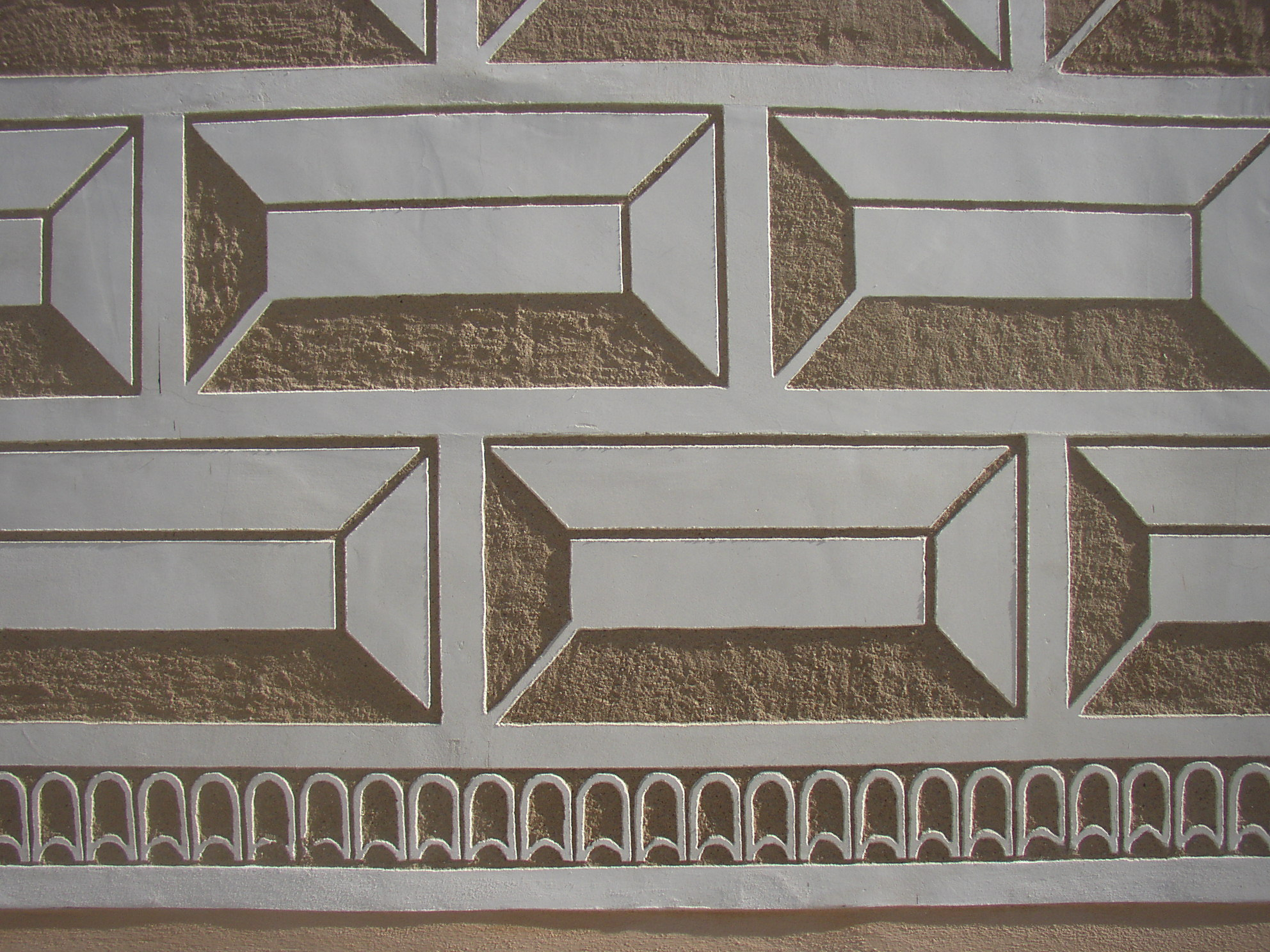
Zamek w mieście Březnice - detal

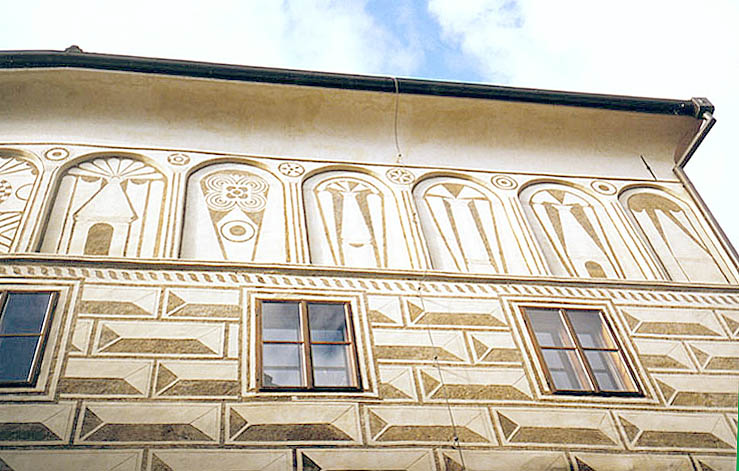
Dom renesansowy (Český Krumlov)

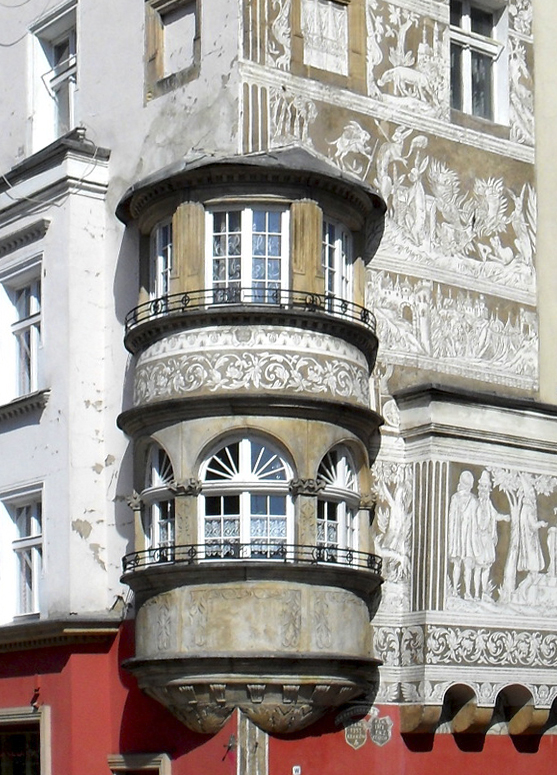
Legnica, Dom Pod Przepiórczym Koszem

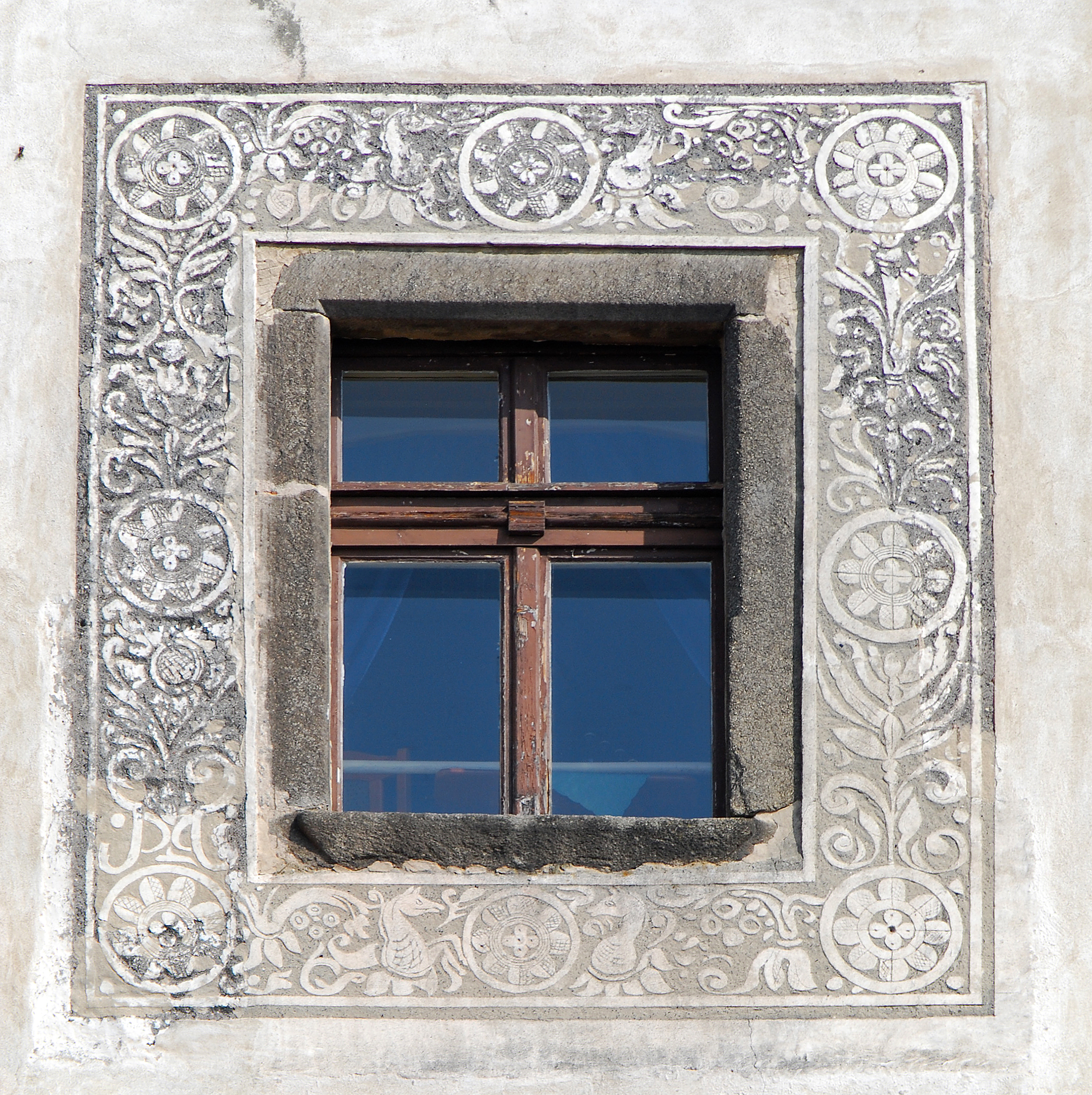
Sgraffito na Zamku w Otmuchowie

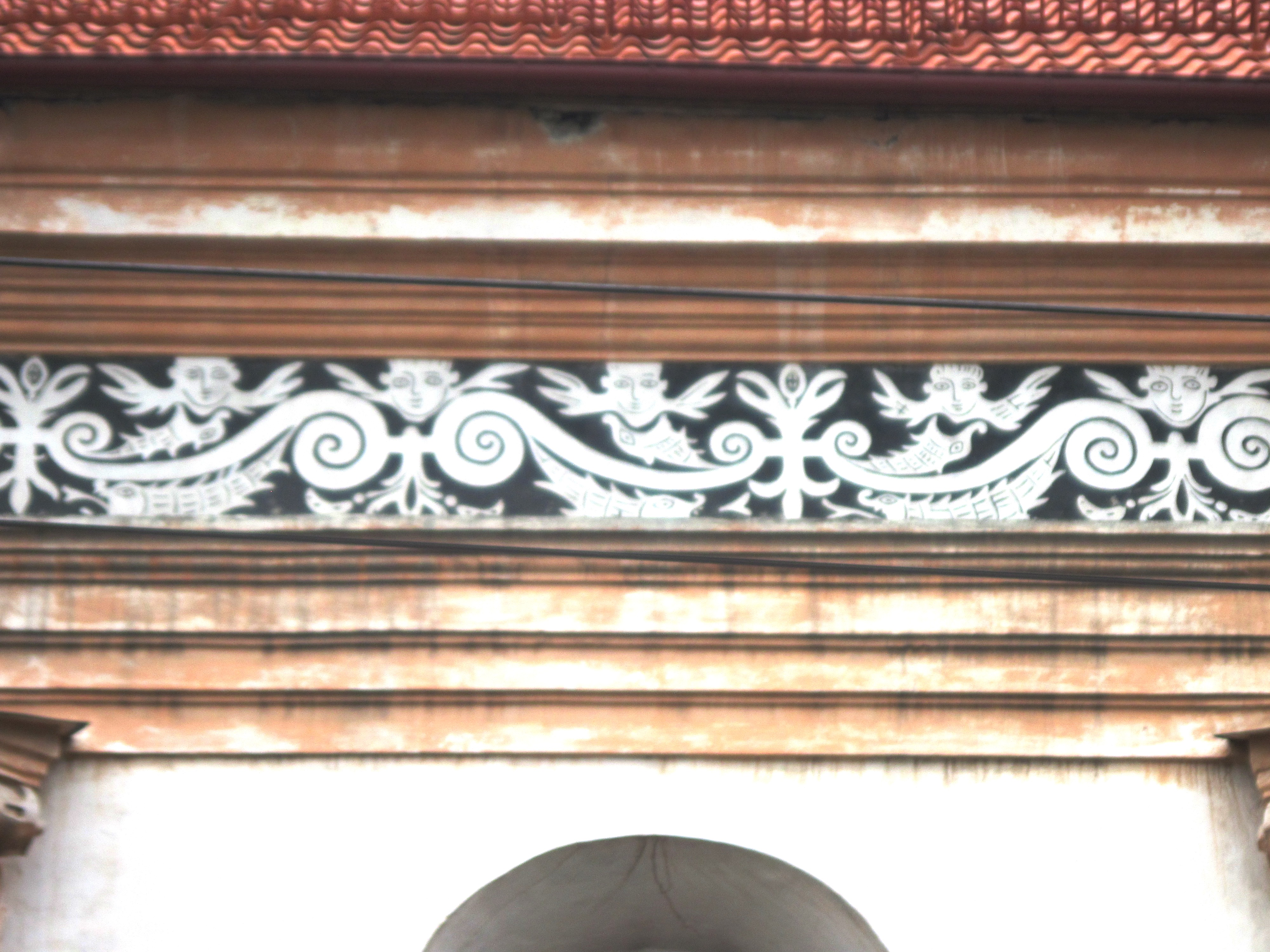
Kościół Brygidek w Grodnie

Sgraffito (wł. graffiare - ryć, drapać) – technika dekoracyjna malarstwa ściennego.

## Sgraffito ścienne
Technika sgraffita ściennego polegała na nakładaniu kolejnych, kolorowych warstw tynku lub kolorowych glin i na zeskrobywaniu fragmentów warstw wierzchnich w czasie, kiedy jeszcze one nie zaschły (nie utwardziły się). Poprzez odsłanianie warstw wcześniej nałożonych powstaje dwu- lub wielobarwny wzór.
Technika sgraffito znana była w starożytności, a szczególnie popularna w okresie renesansu przy dekorowaniu fasad obiektów włoskiej architektury. Sgraffito bywa też stosowane współcześnie; trwałość wszelkich rozwiązań sgraffitowych stale się obniża, z powodu wzrostu ilości związków węgla w atmosferze, które wraz z wodą opadową tworzą cząstki kwasu węglowego. Niszczy on powierzchnię tynków, a tym samym sgraffito; przeciwdziała się temu stosując dodatkowe warstwy ochronne – krzemianowe lub woskowe.
Techniką tą zostały wykonane również ściany zewnętrzne i wnętrze dziedzińca na zamku w Krasiczynie. Zdobienia pokrywały aż 7000 m², z czego odtworzono ponad połowę. W latach 50. zdobiono również tą techniką odbudowywane kamienice Starego Miasta w Warszawie.

## Sgraffito na pozłocie
Technika sgraffita była także używana w historycznym zdobnictwie sprzętów i mebli. Wybraną powierzchnię złocono złotem płatkowym w technice kredowo-klejowej i polerowano na wysoki połysk. Po wyschnięciu i stwardnieniu pozłotę pokrywano farbą kazeinową lub temperową, w której następnie wydrapywano ornamenty, odsłaniając tym samym warstwę złota. Technika ta umożliwiała wykonywanie niezwykle precyzyjnych i misternych ornamentów sprawiających wrażenie wykonanych ze złota. Technika ta była szczególne popularna we Włoszech i Hiszpanii w epoce renesansu i wczesnego baroku, ponownie zaczęto jej używać w XIX wieku, wraz z nadejściem mody na historyzm.